# 좋아요! 한국
좋아요! 한국(일본어: チョアヨ!韓国)은 마이니치 라디오(MBS 라디오)에서 방영하는 프로그램이다. 일본에서 한국정보를 제공하는 라디오 프로그램이다. 2004년 10월에 방송이 시작되어 2009년 4월 5일 방송 종료했다.

## 방송 내용
- 진행은 MBS의 야기 사키 아나운서가 맡고 있다. 미국에서 태어났기 때문에 영어에 능숙하며, 초등학교 4학년부터 6년까지 가족이 3년간 대한민국에 거주한 까닭으로 한국어도 유창하다. 프로그램에서 일본어･영어･한국어 3개 국어를 구사하고 DJ로도 활동한다.

- 프로그램 제목의 チョアヨ는 초아요로 읽으며, 한국어 "좋아요"의 발음을 가타카나로 표기한 것이다.

- 프로그램 내용은 한국의 최신 연예정보를 중심으로 한국의 문화･음식･사회･생활 정보 등을 폭넓게 소개한다. 또한 유용하게 사용할 수 있는 단어를 야기 아나운서가 소개한 "원포인트 한국어 강좌"(ワンポイント韓国語講座)도 있다.

- 2005년 10월 30일부터는 프로그램 내에서 소개하지 못했던 이야기 등을 야기 아나운서가 일기 형식으로 프로그램 홈페이지에 쓴 칼럼 "더! 좋아요, 한국"(ド！チョアヨ韓国)도 가끔 업데이트되고 있다.

## 방송 시간
- 2004년 10월 ~ 2005년 3월(야간 경기 중계 오프닝 중) 일요일19:30 ~ 20:00
- 2005년 4월 ~ 10월(야간 경기 중) 일요일 23:55 ~ 0:15
- 2005년 10월 ~ 2006년 3월(야간 경기 중계 오프닝 중) 일요일19:30 ~ 20:00
- 2006년 3월 ~ 2007년 3월 월요일 23:30 ~ 24:00
- 2007년 4월 ~ 2009년 4월 월요일 25:00 ~ 25:30 (화요일 새벽1:00 ~ 1:30)